# Zaragoza Club de Fútbol Femenino
Maillots
Dernière mise à jour : 6 avril 2023.
Le Zaragoza Club de Fútbol Femenino est un club espagnol de football féminin basé à Saragosse.

## Histoire
Le club est finaliste de la Coupe de la Reine à deux reprises, s'inclinant en 2009 contre l'Espanyol de Barcelone (1-5), ainsi qu'en 2013  contre le FC Barcelone (0-4)

## Palmarès
- Coupe de la Reine :
  - Finaliste : 2009 et 2013.